# Mullipattu
Mullipattu es una  ciudad censal situada en el distrito de Tiruvannamalai en el estado de Tamil Nadu (India). Su población es de 4956 habitantes (2011). Se encuentra a 58 km de Tiruvannamalai y a 33 km de Vellore.

## Demografía
Según el censo de 2011 la población de Mullipattu era de 4956 habitantes, de los cuales 2537 eran hombres y 2419 eran mujeres. Mullipattu tiene una tasa media de alfabetización del 84,27%, superior a la media estatal del 80,09%: la alfabetización masculina es del 91,04%, y la alfabetización femenina del 77,21%.